# 板橋区立加賀小学校
板橋区立加賀小学校（いたばしくりつ かがしょうがっこう）は、東京都板橋区にある公立小学校。2022年度現在、児童数416人の中規模小学校。板橋区立高島第六小学校とともに区内で一番新しい小学校で、2022年（令和4年）に創立20周年を迎えた。

## 教育目標
〜きらきらかがやく加賀の子ども〜
- なかよくする子、 進んで学ぶ子、 たくましい子

## 歴史
- 2002年（平成14年）
  - 4月1日 - 板橋区立板橋第三小学校と板橋区立稲荷台小学校が統合し、新しく加賀小学校が開校（校舎は旧板橋区立稲荷台小学校を使用）。
    - 旧板橋区立板橋第三小学校跡地には、板橋区公文書館（2002年12月に板橋産文ホールより移転[2]）、いたばし総合ボランティアセンターが入っている。以前はいたばしボローニャ子ども絵本館（2004年開館）も入っていたが、2021年にいたばしボローニャ絵本館と改称し板橋区立中央図書館内に移転した。

  - 4月8日 - 第一回入学式（81名入学、全児童数494名）。
  - 10月27日 - 開校記念式典挙行。
- 2003年（平成15年）3月25日 - 第一回卒業式（卒業生77名）。
- 2010年（平成22年）4月1日 - 放課後対策授業「あいキッズ」開設。
- 2013年（平成25年）10月25日 - 学力向上推進研究校発表（生活科・総合的な学習）。
- 2017年（平成29年） - 開校15周年の記念イベントが開催され、屋台などが出店した
- 2022年（令和4年）12月10日 - 20周年記念式典が開催。終了後には屋台も出店された[3]

## 交通
- 国際興業バス・関東バス・都営バスで、「稲荷台」バス停から、徒歩2分。
  - 停車系統は、「赤31」・「赤31-2」・「王54」・「王54-2」（国際）、「赤31」（関東）、「王78」（都営）の各系統。
- 都営地下鉄三田線板橋本町駅（A1出口）から、徒歩5分。

## 著名な出身者
- 荒木夕貴（バレーボール選手）